# Краснокожая хищница
«Краснокожая хищница» (англ. Raptor Red) — роман американского палеонтолога Роберта Бэккера 1995 года. Книга повествует о динозаврах мелового периода, её главной героиней, с точки зрения которой описывается действия, является самка динозавра ютараптора по имени Рэд. В «Краснокожей хищнице» изложены многие теории Бэккера, касающиеся социального поведения и интеллекта динозавров, а также мира, в котором они обитали.
В книге описан год из жизни Рэд, в течение которого она теряет партнёра, находит семью и борется за выживание во враждебной среде. Вдохновением для Бэккера служили произведения Эрнеста Сетона-Томпсона, в которых мир животных показан глазами хищников. Бэккер признавался, что ему было интересно излагать сюжет от лица доминирующего хищника. Внешний вид динозавров и других древних животных Бэккер восстанавливал на основе ископаемых свидетельств и данных исследований современных представителей фауны.
В целом книга была хорошо встречена критикой. Положительными её качеством называли антропоморфизм героев, популярный стиль изложения и искренность. Из недостатков были отмечены недостаточная проработанность персонажей и средний уровень литературы. Некоторые палеонтологи, например, Дэвид Норман, выразил сомнение в научных теориях, изложенных в романе, отметив, что читатели могут воспринять их как единственную истину.

## Предыстория

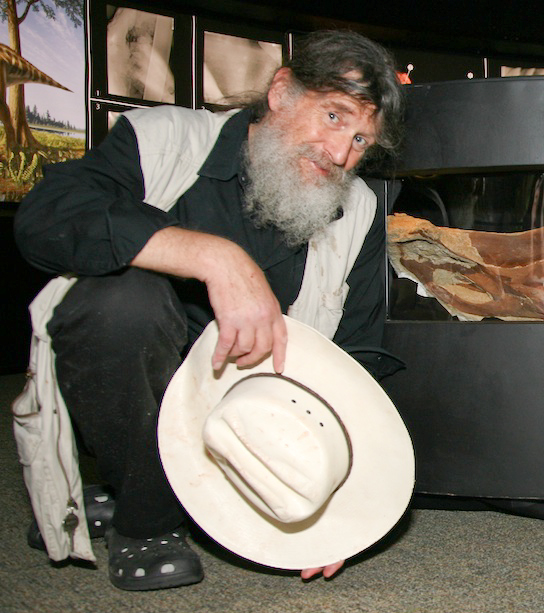
Роберт Бэккер в Хьюстонском музее естественных наук в 2008 году

Палеонтолог Роберт Бэккер предложил родовое наименование ютараптор для экземпляра древней рептилии, обнаруженной палеонтологом-любителем из штата Юта. В тот момент Бэккер консультировал создателей фильма «Парк юрского периода», в котором самый крупный велоцираптор — в сценарии обозначенный как «большая самка» — по совпадению оказался того же размера, что и только что найденный ютараптор. На написание книги Бэккера сподвигли его интерес к поведенческим особенностям динозавров и желание совместить науку и развлечение: «Природа — настоящая драма. Это самая захватывающая история из всех, когда либо написанных. Здесь есть и жизнь, и смерть, и любовь и предательство, и лучший способ обо всём рассказать — представить историю от лица конкретного животного» (Р. Бэккер). По словам Бэккера, проникнуть в разум доминирующего хищника было гораздо интереснее, чем попытаться представить себя травоядным. В качестве примера для подражания Бэккер назвал произведения натуралиста Эрнеста Сетона-Томпсона, рассказывающие о жизни от лица медведей-гризли и волков.
Роман стал попыткой представить ютараптора публике, а также объяснить некоторые теории Бэккера, касающиеся поведения динозавров. В его книге рапторы показаны моногамными, относительно умными и социальными животными. Автор объясняет подобный выбор: «Жизнь хищников была тяжёлой. Большинство найденных скелетов носят отчётливые следы прежних повреждений. Чтобы выжить и вырастить потомство, нужно иметь что-то большее, чем острые зубы и сильные когти: нужны социальные связи». Также Бэккер включил в книгу спорную теорию, что падение астероида не вызвало вымирание динозавров, но вынужденная миграция привела к распространению смертельных болезней.
Другой целью романа ставилось изменить восприятие динозавров-хищников в качестве злых существ и показать, что они заслуживают восхищения и сопереживания. Поведение динозавров моделировалось на основе ископаемых свидетельств и наблюдения за такими современными животными, как шимпанзе и аллигатор.
Издательство Bantam Books предоставило Бэккеру аванс, которые, по слухам составил шестизначное число. Книгу активно рекламировали на American Booksellers' Convention в Чикаго наравне с романом Майкла Крайтона «Затерянный мир». В обзоре выставки оба романа назывались как одни из последних книг, изданных на волне популярности динозавров, возникшей после появления «Парка юрского периода», в то время как основные тенденции книгоиздания сместились в сторону политики как следствие выборов в США 1994 года.
Американская версия «Краснокожей хищницы» изначально вышла в твёрдой и мягкой обложке, а затем была переиздана в виде аудиокниги компанией Simon & Schuster Audio (текст читала Меган Галлахер). Отчисления, полученные Бэккером от продаж аудиокниги к ноябрю 1995 года составили по меньшей мере $34 000. Эти деньги были пожертвованы автором палеонтологическому музею Тейта в Каспере, штат Вайоминг, куратором которого он являлся.

## Синопсис

### Сюжет и персонажи
Действие романа разворачивается примерно 120 млн лет назад, в раннем меле. В это время между Азией и Америками сформировался крупный сухопутный мост, что позволило группе динозавров расселиться на территории современной Юты. Одним из пришлых родов был ютараптор. Имя главной героини Рэд (от англ. «красный») является её самоидентификацией, усвоенной в детстве. Среди других персонажей истории — детёныш гастонии, инстинктивно атакующий своим шипастым хвостом всё, чего не понимает; длиннохвостый диплодокид, с удовольствием расправляющийся с хищниками. Также Бэккер уделил заметную долю внимания приключениям эгиалодона, представителя класса млекопитающих. По словам автора, этот интерес объясняется тем, что животное является прямым предком человека. Однако эгиалодон жил в другое время и в другом месте, нежели ютараптор: его ареал находился в Англии примерно 136 млн лет назад. Часть других животных, показанных в романе, существовали примерно в то же время, что и ютараптор, но не совсем одновременно. Например, ископаемые остатки акрокантозавра и дейнониха были найдены в тех же геологических формациях, что и остатки ютараптора (формация Сидар-Маунтин), но в слое примерно на 5 млн лет моложе.

### Сюжет
В начале книги главная героиня и её партнёр нападают на стадо астродонов, травоядных зауропод. Астродоны захвачены врасплох, поскольку полагали, что их размеры позволяют не опасаться более мелких хищников. Однако ютарапторы оказываются гораздо крупнее любого из местных хищных динозавров и совместными усилиями одолевают астродона. Но когда партнёр Рэд забирается на тушу, та переворачивается в грязи и придавливает самца. Несмотря на все усилия, он погибает. Опечаленная, Рэд бродит по речной долине, страдая от голода, поскольку не может в одиночку справиться с крупной добычей.
Последовав за знакомым запахом, Рэд находит свою сестру — одинокую самку с тремя детёнышами. Они начинают охотиться вместе и приносят добычу в гнездо, чтобы накормить детёнышей. Белый птерозавр, которого Рэд знает ещё с вылупления из яйца, помогает им находить падаль и новые жертвы в обмен на часть добычи. Во время одной охоты, когда они преследовали стадо игуанодонов, Рэд замечает молодого самца ютараптора, также наблюдающего за их жертвой. Он начинает брачный танец, но сестра Рэд шипением прогоняет самца прочь. После наводнения Рэд снова встречает самца, и на этот раз сестра позволяет ему остаться, при условии что тот не будет подходить к её детёнышам.
Некоторое время стая живёт счастливо, питаясь оставшейся после наводнения падалью, но вскоре в их жизнь вторгаются гигантские хищные акрокантозавры. Конкуренция за пищу, а также непредвиденная гибель одного из детёнышей, вновь возбуждают трения между рапторами. Сестра Рэд и самец вступают в схватку, а Рэд, раздираемая противоречивыми чувствами, пытается их успокоить. Два акрокантозавра наблюдают за спором, чтобы, улучив удобный момент, атаковать ютарапторов. Тем временем, на берегу один из детёнышей атакован кронозавром. Ред, заметив опасность, заманивает акрокантозавров на глубину, где они становятся добычей кронозавра. Семья спасена, но дорогой ценой: сестра Рэд прогоняет самца.
Постоянная угроза со стороны акрокантозавров вынуждает Рэд с сестрой и детёнышами уйти в горы. Они впервые видят снег и расправляются с сегнозавром, обустроив новое гнездо в его пещере. Старший детёныш, самка, начинает ходить на охоту вместе со взрослыми. Однажды они встречают ранее неизвестное им животное — кнутохвоста, представителя диплодокид. Он ранит Рэд и её сестру, и единственным добытчиком остаётся старший детёныш. В дополнение ко всем бедам, к ютарапторам вторгается крупная стая мелких хищников — дейнонихов. Они берут гнездо в осаду, ожидая, когда ютарапторы окончательно ослабнут.
Сестра Рэд умирает, а у самой Рэд повреждена нижняя конечность. Рэд беззащитна против стаи мелких хищников. Дейнонихи подходят ближе и ждут, когда Рэд умрёт. Внезапно их атакуют с тыла: вернулись старший детёныш в компании самца-партнёра Рэд.
Через некоторое время старый белый птерозавр, облетая окрестности гнезда Рэд, обнаруживает, что стая ютарапторов увеличилась: Рэд и её подросшая племянница нашли партнёров, у них появились собственные детёныши. Всё семейство весело катается с горы. Удовлетворённый этой картиной, птерозавр улетает, а вскоре находит самку и тоже растит детёнышей.